# Лорен Сесселманн
Лорен Сесселманн  (англ. Lauren Sesselmann, 14 серпня 1983) — канадська футболістка, олімпійська медалістка.

## Виступи на Олімпіадах
| Олімпіада   | Дисципліна | Місце |
| ----------- | ---------- | ----- |
| Лондон 2012 | футбол     | 3     |